# ほんやら洞

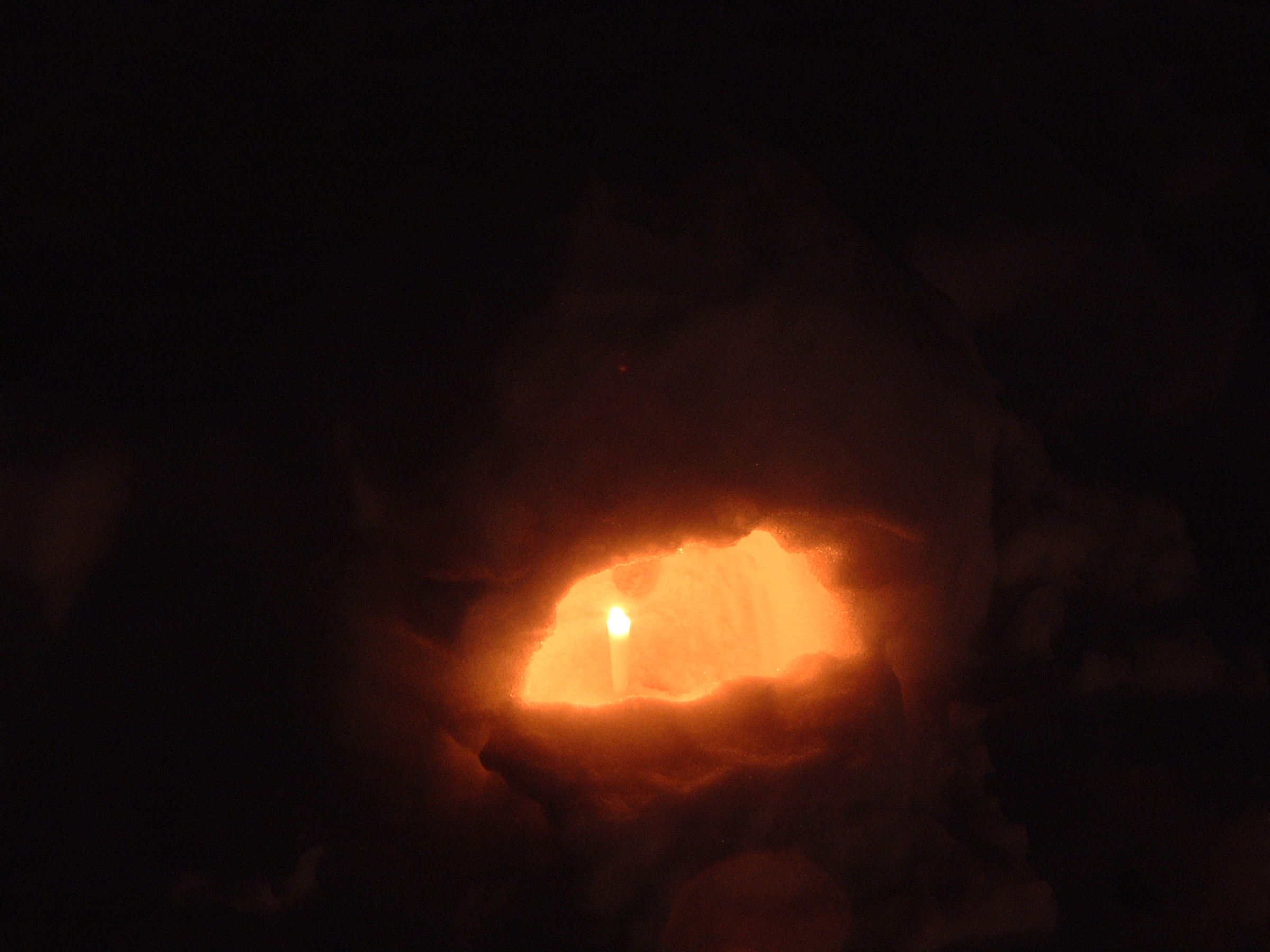
ほんやら洞

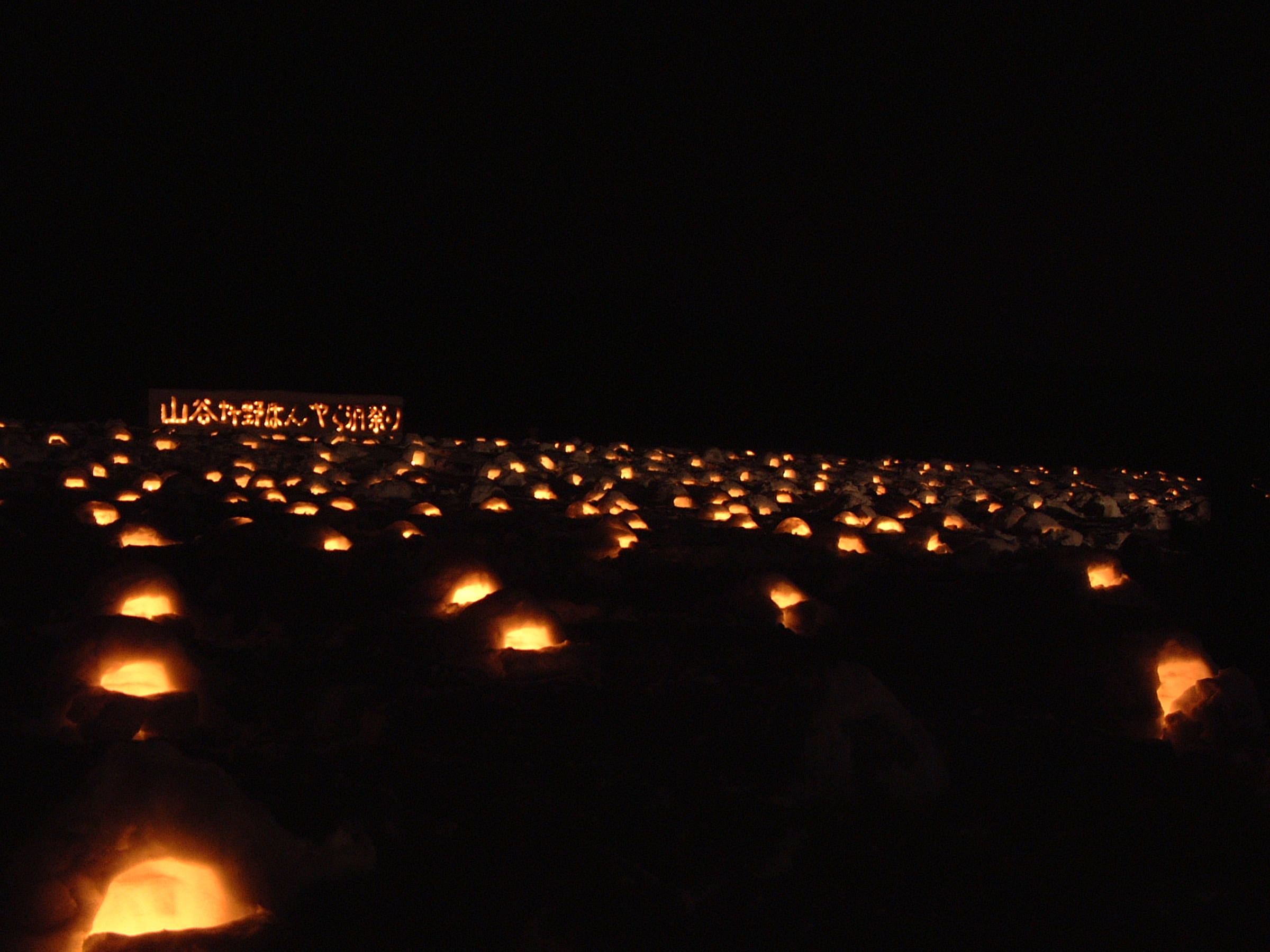
ほんやら洞まつり

ほんやら洞（ほんやらどう）は、小正月の頃に新潟県の魚沼地方で行われる伝統行事、またはそのなかでつくられる雪洞（かまくら）のこと。
古くは、雪で「かまくら」をつくり、水神様を祀って、鳥追いの歌を歌うなど、秋田県の「かまくら」と同様の豊作祈願の伝統行事だった。「鳥追い」の歌のなかにも「ほんやら」というかけ声があり、これが語源とされる。しかし、地域によっては、観光化がすすんで、主に、無数の雪洞のなかに蝋燭などがともる幻想的な風景を目玉にした行事となっている。一方、鳥追いの行事を行う、新潟県魚沼市では、雪洞のことを「ほんやら洞」ではなく、「鳥追い洞」という。雪が足りない年は、雪ではなくテントで代用することもある。
雪洞は、主に、各地の雪祭りなどの行事のなかで多くつくられる。ほんやら洞をメインとする行事としては、大小約5千もの「ほんやら洞」がつくられる小千谷市の「山谷坪野ほんやら洞まつり」が有名である。南魚沼市でも「六日町温泉ほんやら洞まつり」が南魚沼市雪まつりの中の行事として開催されていた（南魚沼市雪まつりは2024年1月に廃止が決定された）。

## 題材にした作品
つげ義春が1968年6月に「ガロ」に発表した短編漫画作品『ほんやら洞のべんさん』は、冬の小千谷を舞台にしている。この漫画をもとに「ほんやら洞」と名付けられた喫茶店もある。

## 注
1. ↑  ほんやら洞まつり Archived 2009年11月25日, at the Wayback Machine. にいがた観光ナビ
2. ↑  「週刊ことばマガジン」2009年02月21日 新潟県「ほんやらどう」 Archived 2011年3月20日, at the Wayback Machine. 東日本放送サイト内
3. ↑  魚沼市中原まつり「中原鳥追い洞のご案内」
4. ↑  “山谷・坪野ほんやら洞まつり”. 小千谷市 (2024年1月18日). 2024年1月20日閲覧。
5. ↑  南魚沼市「雪まつり Archived 2010年1月20日, at the Wayback Machine.」
6. ↑  “名物の巨大雪像もう見られないのか…（涙）「南魚沼市雪まつり」の廃止決定　かつての"日本三大雪まつり"も人手不足、資金不足に勝てず・新潟”. 新潟日報. (2024年1月20日) 2024年1月20日閲覧。
7. ↑  京都ほんやら洞「ほんやら洞の由来」